# Zenaida asiatica
Zenaida asiatica là một loài chim trong họ Columbidae.